# Kamil Zayatte
Kamil Zayatte (Conacri, 7 de Março de 1985) é um jogador de futebol guineense que defende o İstanbul B.B..

## Carreira
Zayette representou o elenco da Seleção Guineense de Futebol no Campeonato Africano das Nações de 2015.